# Jan "Proppen" Karlsson
Jan Rune "Proppen" Karlsson, född 5 april 1957, är en svensk handbollstränare.
Han började som handbollstränare för Jönköpingsklubbarna IK Cyrus och IF Hallby. 1986 lämnade han hemstaden för IFK Skövde. Han var tränare där i 14 år, varav de sista tre åren som huvudtränare i klubben.
Han flyttade sedan till IFK Ystad som Jan Karlsson hade tränaransvaret för 2000–2005. Efter detta blev det utlandsuppdrag i norska klubben Haslum HK under tre år. Norgeturen fick ett trist slut med avsked per telefon.
Jan Karlsson återvände till Skåne och blev ersättare för Per Carlén i HK Malmö 2008. Malmö hade blivit nedflyttade och spelade i allsvenskan 2008-2009. Karlsson återförde klubben till elitserien direkt och lyckades sedan ta klubben till slutspel flera år. Längre än till kvartsfinal blev det däremot inte. Efter 2013, då laget tvingades spela kvalserien med Magnus Andersson som tillfällig tränare, lämnade "Proppen" klubben och tog sig på nytt till de norska landamärena. Nu blev det Osloklubben Bækkelagets SK som tog hans tjänster i anspråk. 2018 återvände han till Ystad, för arbete i den sportsliga ledningen i Ystads IF.
Förutom sina insatser i klubblag har Karlsson fungerat som förbundskapten för svenska ungdomslandslag. Han hade ansvaret för U-20/21 landslaget från 2009 till 2015.

## Klubbar
- IF Hallby
- HK Tord/Södra (assisterande)
- IFK Skövde (1986–2000, huvudtränare 1997–2000)
- IFK Ystad (2000–2005)
- Haslum HK (2005–2008)
- HK Malmö (2008–2013)
- Bækkelagets SK (2013–2018)